# ひたちBRT
ひたちBRTは、 茨城県日立市で茨城交通（旧・日立電鉄交通サービス）が運営しているバス路線である。廃線になった日立電鉄線の跡地を利用したバス・ラピッド・トランジット(BRT)で、2013年（平成25年）3月25日に第一期区間が開通した。大甕駅から常陸多賀駅までの第二期区間は2018年（平成30年）3月26日に暫定運行を開始、2019年4月1日から本格運行を開始した。

## 概要
日立市が渋滞が激しい南北方向の交通改善を図るため、取得した日立電鉄線跡地をバス専用道として整備、新交通システムとしてBRTを導入したものである。計画は3期に分かれており、段階的に旧久慈浜駅から旧鮎川駅までの約8.5kmを専用道路として整備する。全体の完成後は一般道を経由して日立駅に乗り入れる予定である。
第III期（常陸多賀駅～日立駅間）のルートについては、2021年頃から中央線ルートを基本に検討が進み、常陸多賀駅～池の川さくらアリーナ間を短中期整備区間、池の川さくらアリーナ～日立駅間を長期整備区間としている。常陸多賀駅では、周辺地区整備計画に関連して新たに跨線橋を整備し、運行ルートとして活用する予定である。
専用道上の停留所には上屋が設置され、一部の停留所ではパークアンドバスライド用駐車場やサイクルアンドバスライド用駐輪場が整備されている。

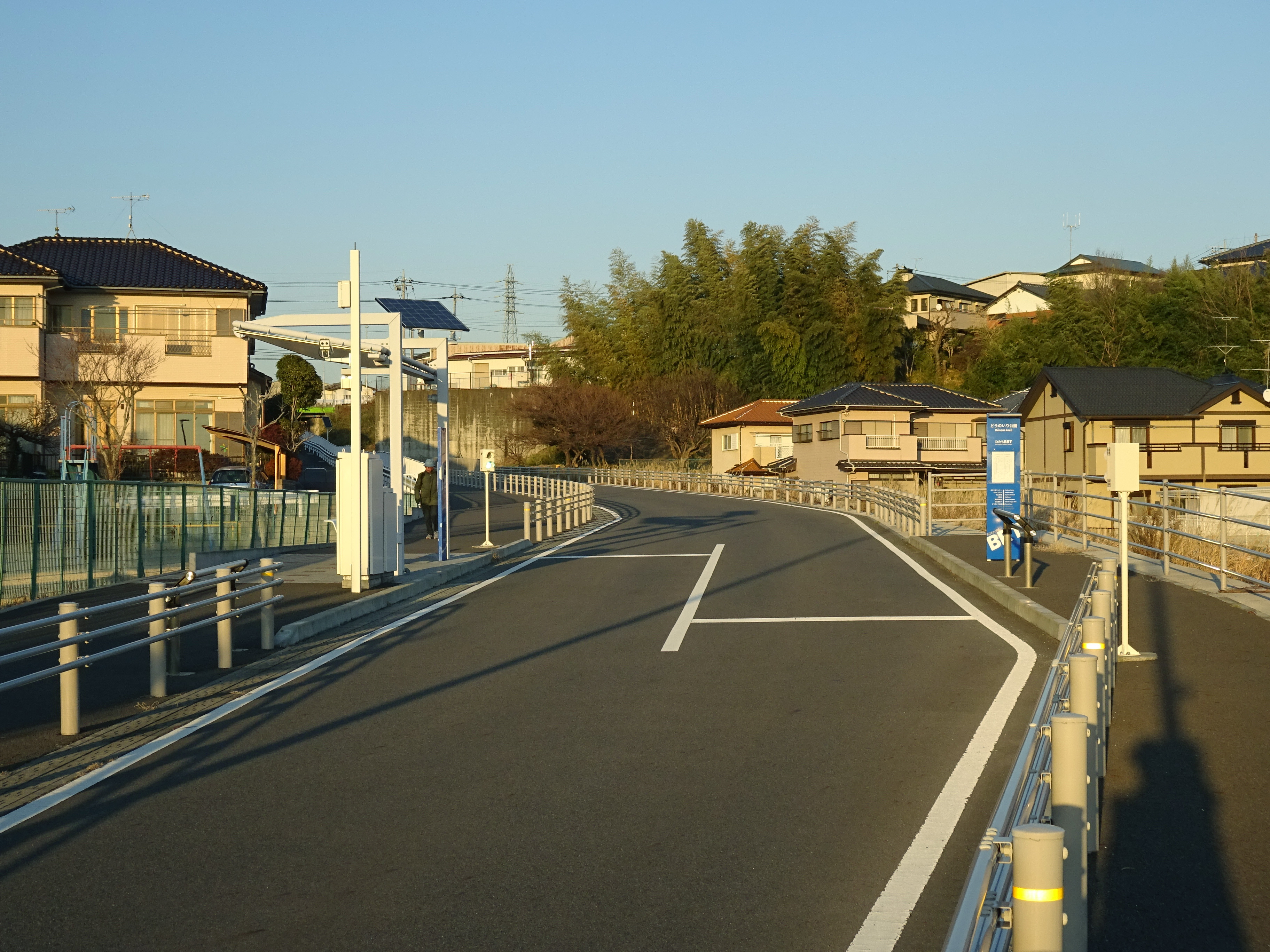
専用道と停留所
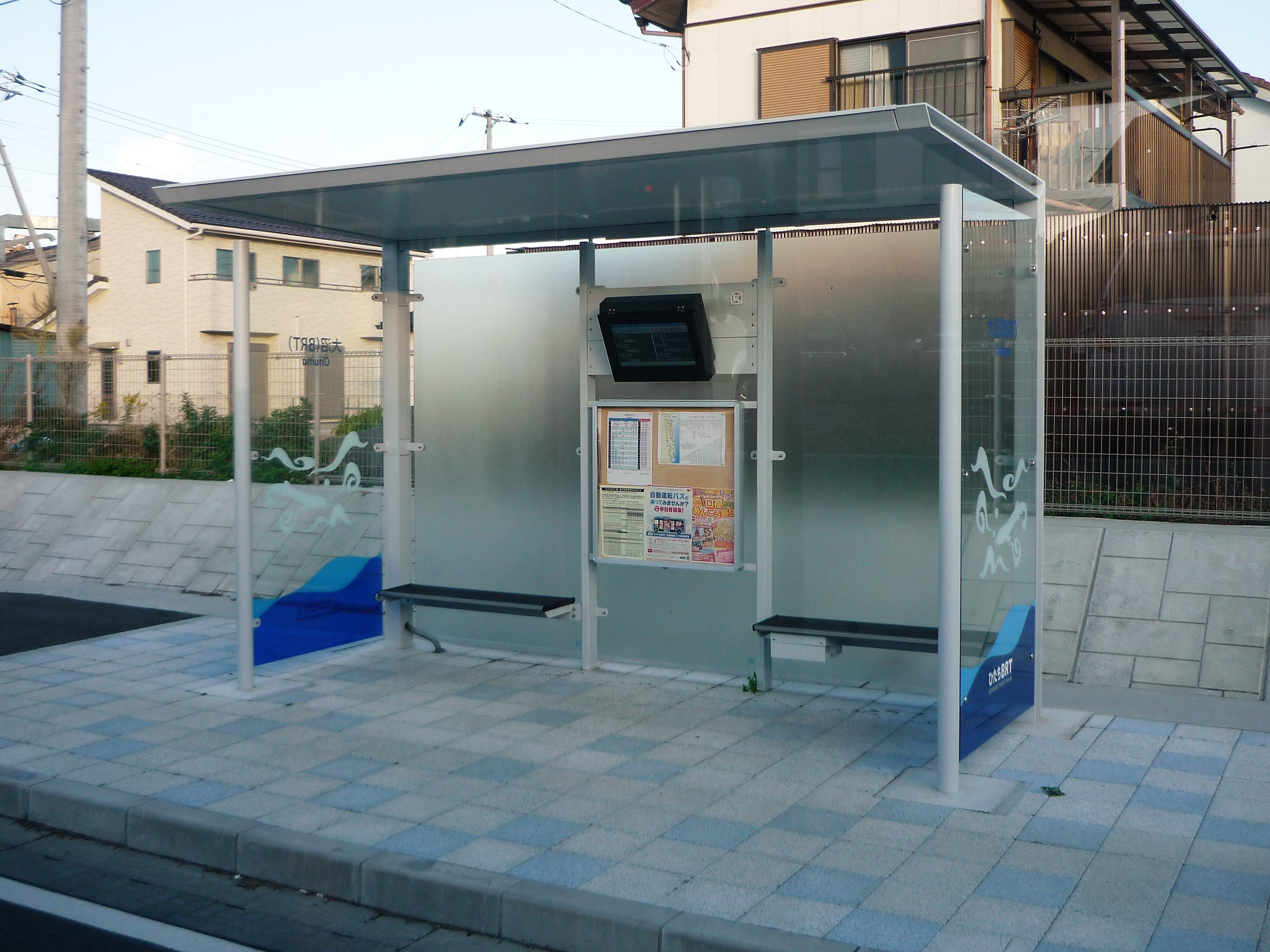
上屋付き停留所

2025年2月3日からは、「レベル４」の自動運転（中型バスとしては日本国内初）の営業運行を開始した。（歴史節も参照）

## 歴史
- 2005年（平成17年）4月1日：日立電鉄線廃線[9]。
- 2008年（平成20年）
  - 3月・7月：日立電鉄線跡地を日立市が取得[10]。
  - 8月：日立市が跡地利活用を進めるため、学識経験者、交通事業者、公募による市民委員などで構成された検討委員会を設置。
- 2009年（平成21年）3月：「日立電鉄線跡地活用整備基本構想」策定[11]。
- 2010年（平成22年）：学識経験者、交通事業者、市民委員などで構成された検討委員会により「新交通導入計画」が取りまとめられる[12]。
- 2011年（平成23年）10月：第1期区間大甕駅-久慈浜駅間着工[13]。
- 2013年（平成25年）3月25日：ひたちBRT開通[14][1]。
- 2014年（平成26年）1月16日：ひたちBRTがEST交通環境大賞「優秀賞」を受賞[15][16]。
- 2014年度（平成26年度）：ひたちBRTの取り組みが「JCOMMデザイン賞」を受賞[17][18]。
- 2015年度（平成27年度）：日立市久慈浜地区が第11回まちづくり情報交流大賞「まち交大賞（国土交通大臣賞）」を受賞。ひたちBRTの整備を軸としたまちづくりが評価される[19][20]。
- 2016年（平成28年）2月1日：「日立商業高校」停留所新設（日立商業下 - どうのいり公園間）[21]。
- 2018年（平成30年）
  - 3月26日：第2期区間の暫定運行を開始、常陸多賀駅まで乗り入れる[22]。
  - 10月19日 - 10月28日：バス専用道路及び一般道の計3.2 kmにおいて無人自動運転の実証評価を行った[23][24]。
- 2019年（平成31年）
  - 4月1日：本格運行を開始[3]。
  - 5月1日：日立電鉄交通サービスの茨城交通への合併により、運営が茨城交通（日立南営業所）となる。
- 2020年（令和2年）
  - 11月30日：多賀駅前 - おさかなセンター間で、中型バスによる自動運転の実証運行を開始[25][26]。
  - 12月14日：自動運転バスの運行中、大甕駅西口付近でガードレールとの接触事案が発生し、実証運行を中止[27]。
  - 12月25日：国立研究開発法人産業技術総合研究所が12月14日に発生した事案の調査結果および対策について公表[28]。
- 2021年（令和3年）
  - 1月20日：関係事業者による技術検証として自動運転を再開することを発表[29]。
  - 2月1日：久慈サンピア日立の改修工事に伴い、2022年3月31日までサンピア日立停留所を休止[30]。あわせておさかなセンター停留所の発車時刻を変更[31]。
- 2022年（令和4年）5月1日：サンピア日立停留所を再開[32]。
- 2024年（令和6年）11月26日：国土交通省関東運輸局が、ひたちBRTに対し、運転者を必要としない自動運転車「レベル4」として認可。対象区間は全国最長の6.1 km（南部図書館 - 河原子間）で、中型バスへの認可は全国初[33][34]。
- 2025年（令和7年）2月3日：南部図書館停留所 - 河原子BRT停留所間において、国内初の中型バスでの「レベル4」自動運転の営業を開始（2月2日には出発式を開催）[35][36][37][38]。

## 運行形態
主な停留所を記す。「=」は専用道区間を表す。
- おさかなセンター - サンピア日立 - 南部図書館 = 日立商業高校 = 臨海工場西 = 大甕駅西口（学園前） = 水木 = 大沼小学校東 = 河原子 - 多賀駅前
- 大甕工場前 - 臨海工場西

### 平日ダイヤ
終日、おさかなセンター - 大甕駅西口（学園前） - 多賀駅前間、大甕駅西口（学園前）- 多賀駅前間の2系統が概ね交互に運行される。
日中はおさかなセンター - 大甕駅西口（学園前） 間が40分間隔、大甕駅西口（学園前） - 多賀駅前間が20分間隔となる。
朝の通勤時間帯には多賀駅前発大甕工場前行および大甕駅西口（学園前）発おさかなセンター行の便、夕方～最終便にかけてはその逆方向の便が加わる。

### 土曜・日曜・祝日ダイヤ
終日、おさかなセンター - 大甕駅西口（学園前） - 多賀駅前 間で30分間隔の運行となり、大甕工場前 - 臨海工場西間は運行されない。

## 車両
大型ハイブリッドバスと中型ディーゼルバスがあり、ひたちBRT用車両は10台あり、「ブルーラピッド」(青色・1台)「さくらラピッド」(桜色・2台)「うみラビッド」(水色・1台)「ポポーラピッド」(黄色・1台)「ものづくりラピッド」(橙色・1台)「かみねラピッド」(緑色・1台)「風流物ラピッド」(茶色・1台)「きららラピッド」(黄緑色・1台)「シビックラピッド」(紫色・1台)の愛称がある。

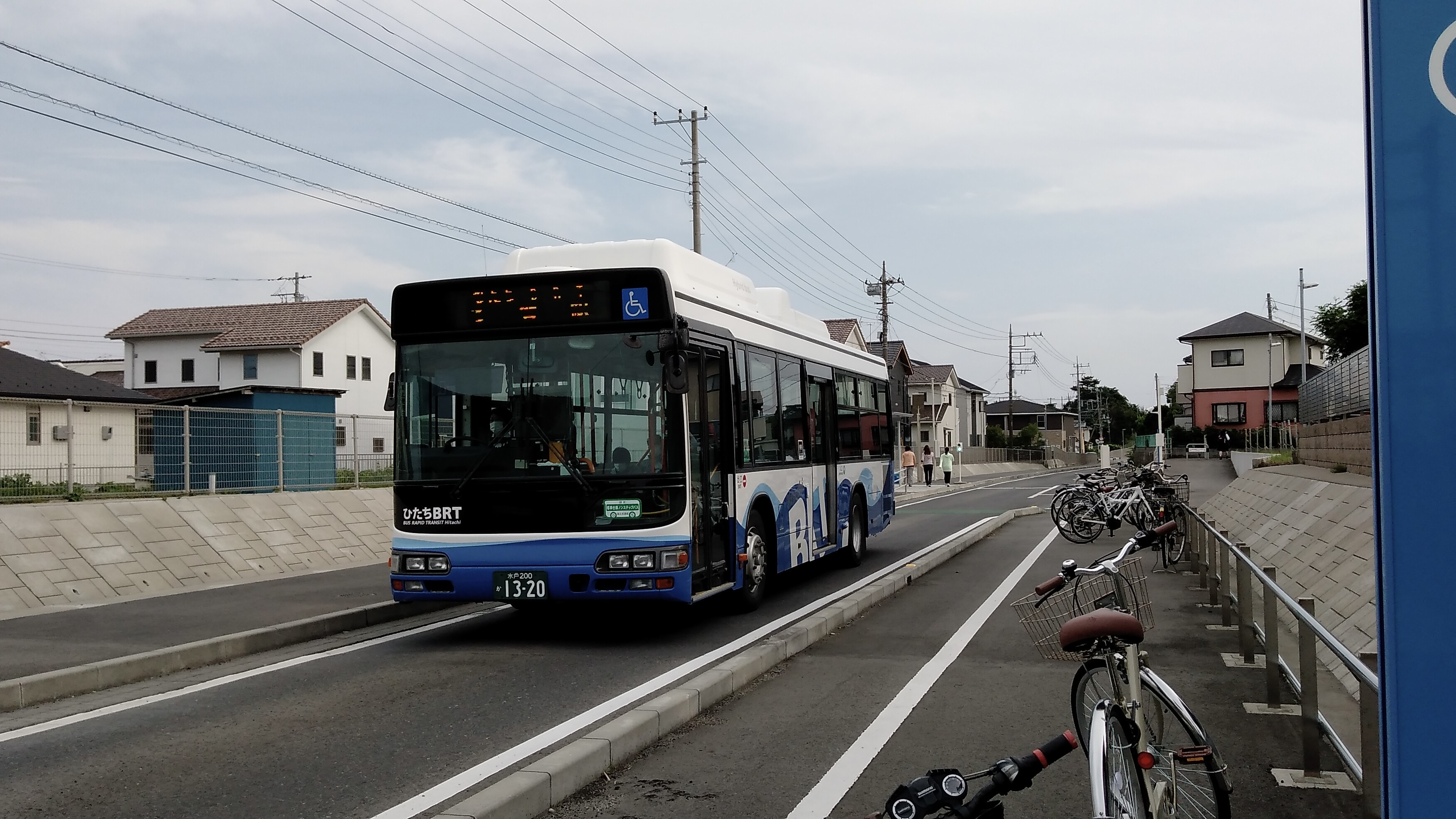
ブルーラピッド
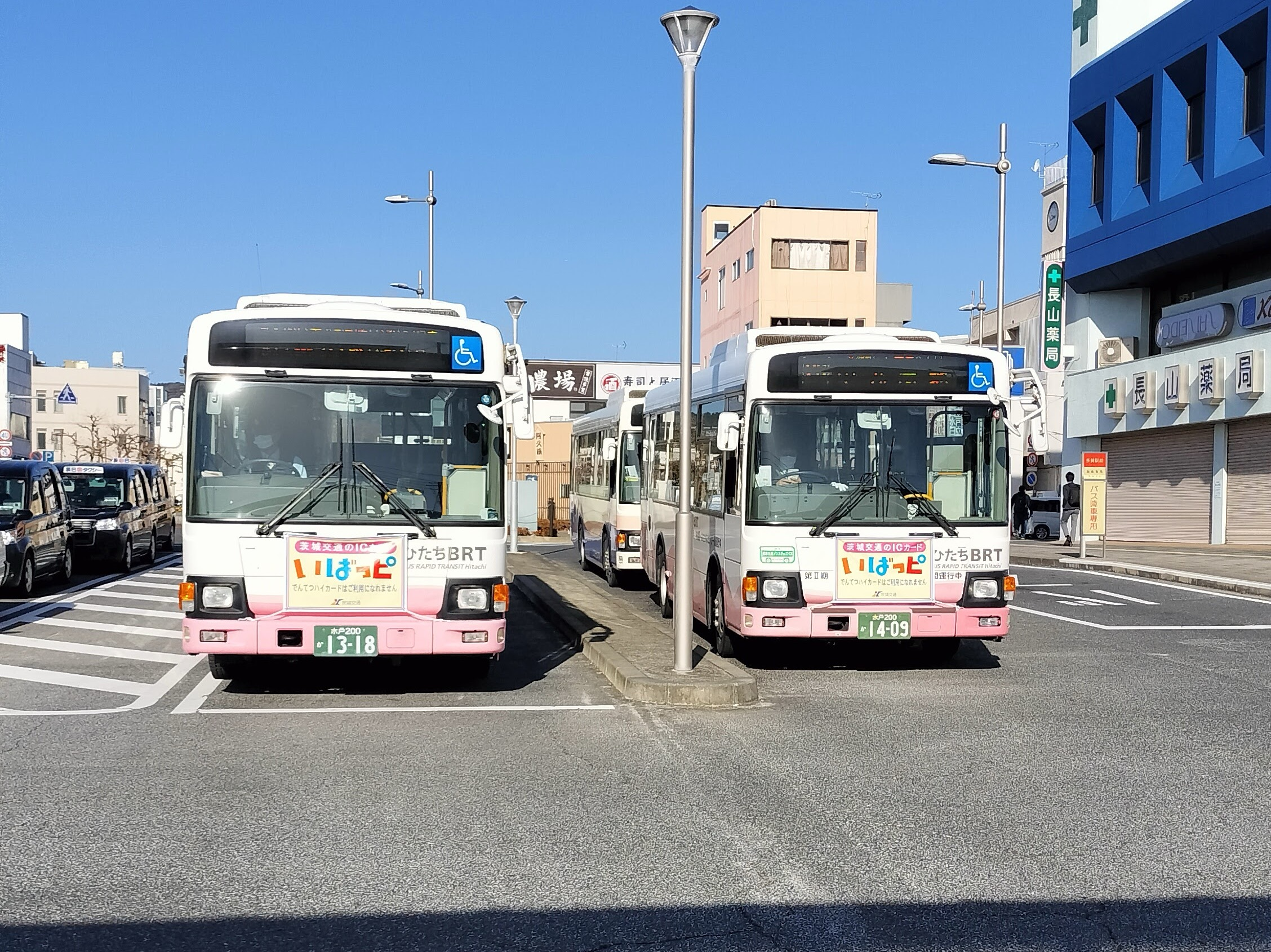
さくらラピッド
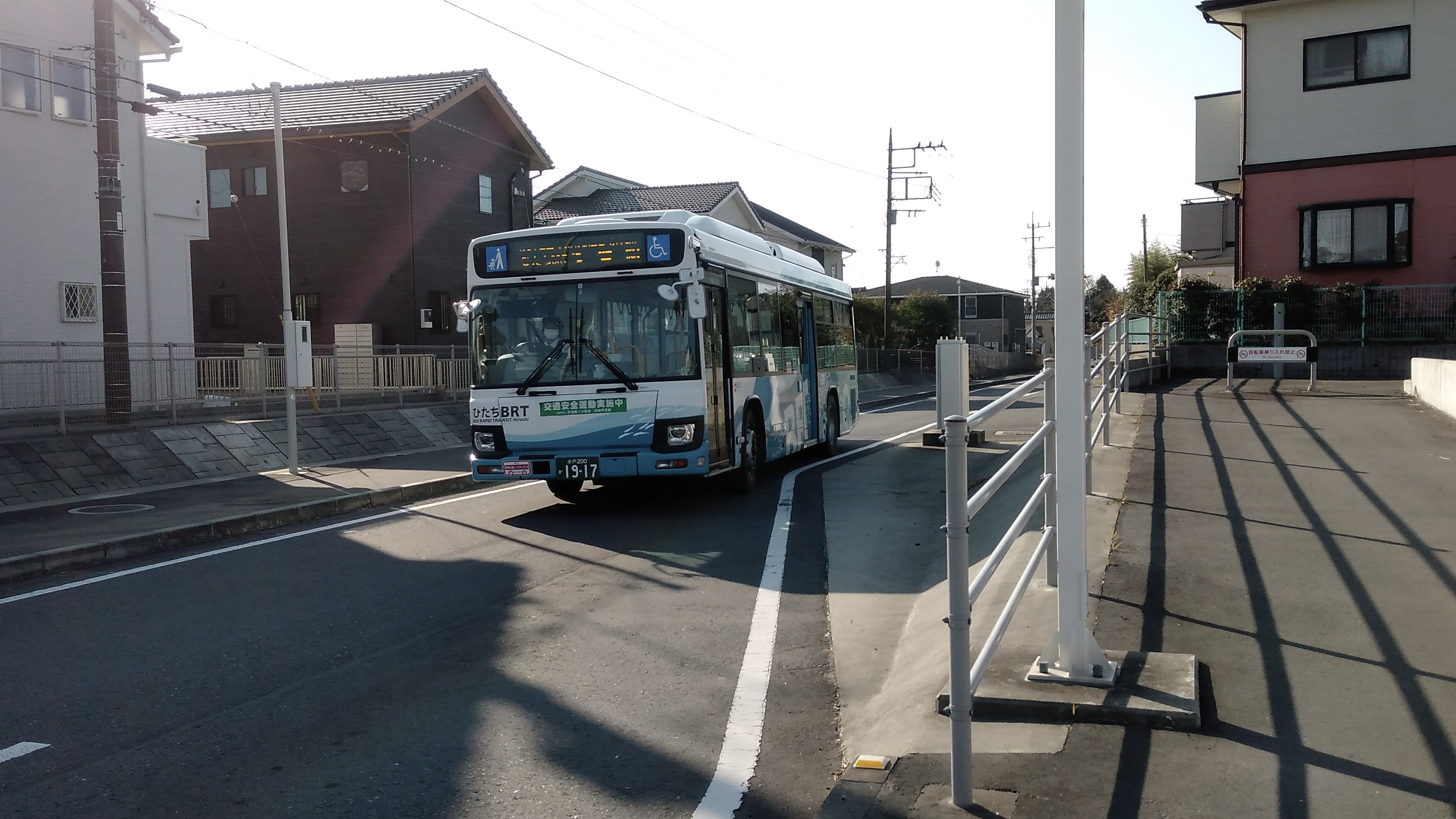
うみラピッド
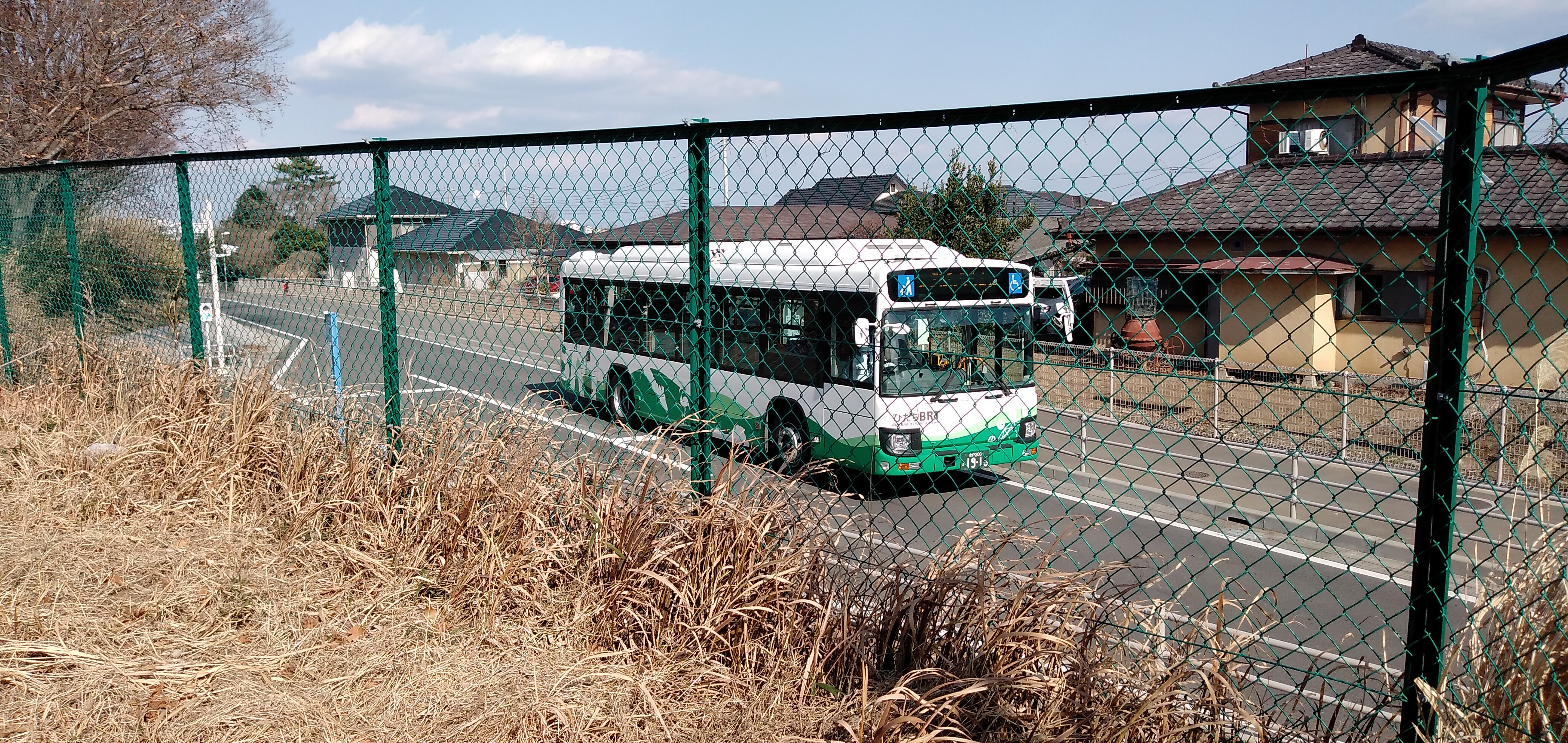
かみねラピッド
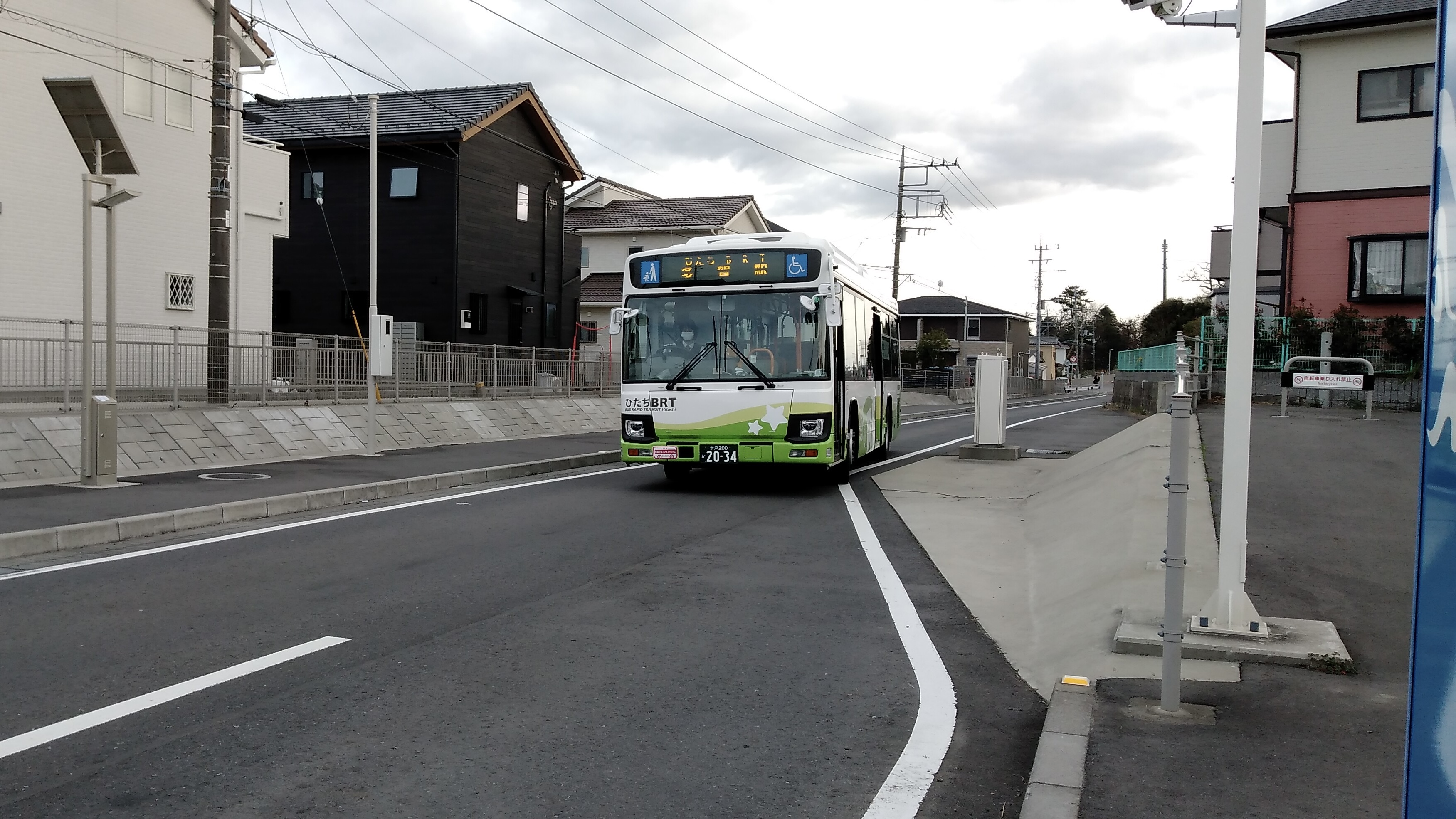
きららラピッド
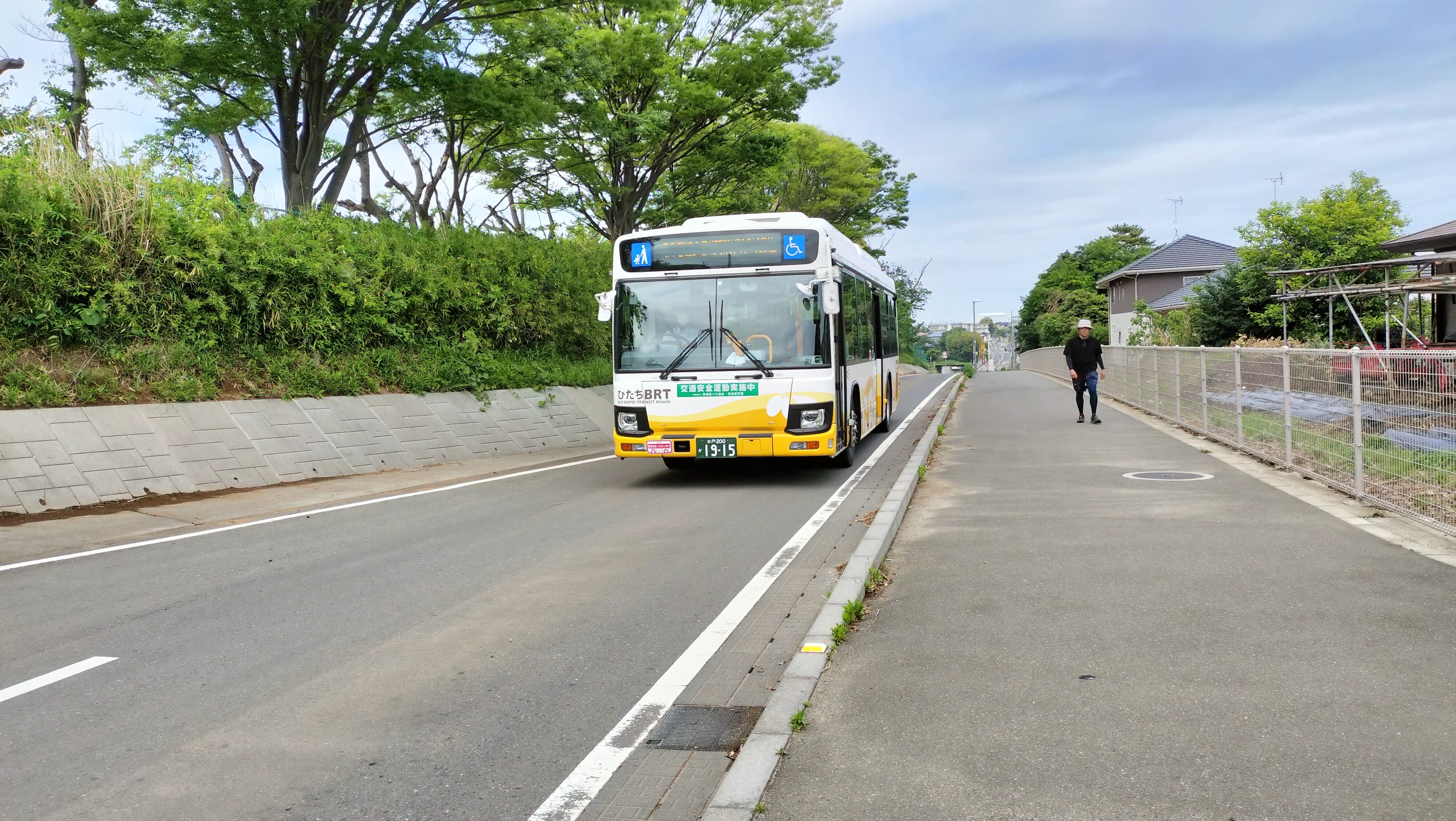
ポポーラピッド
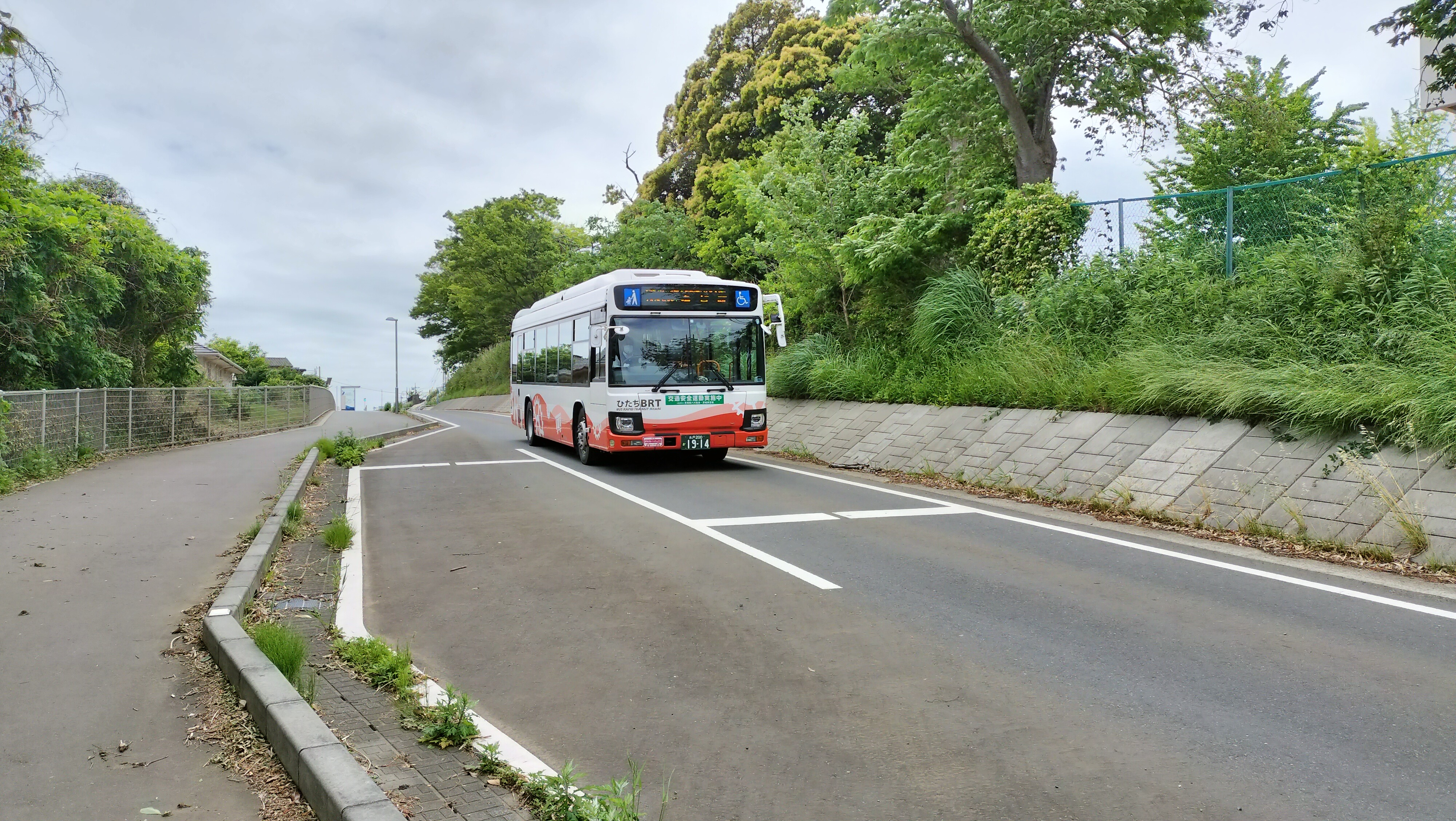
ものづくりラピッド
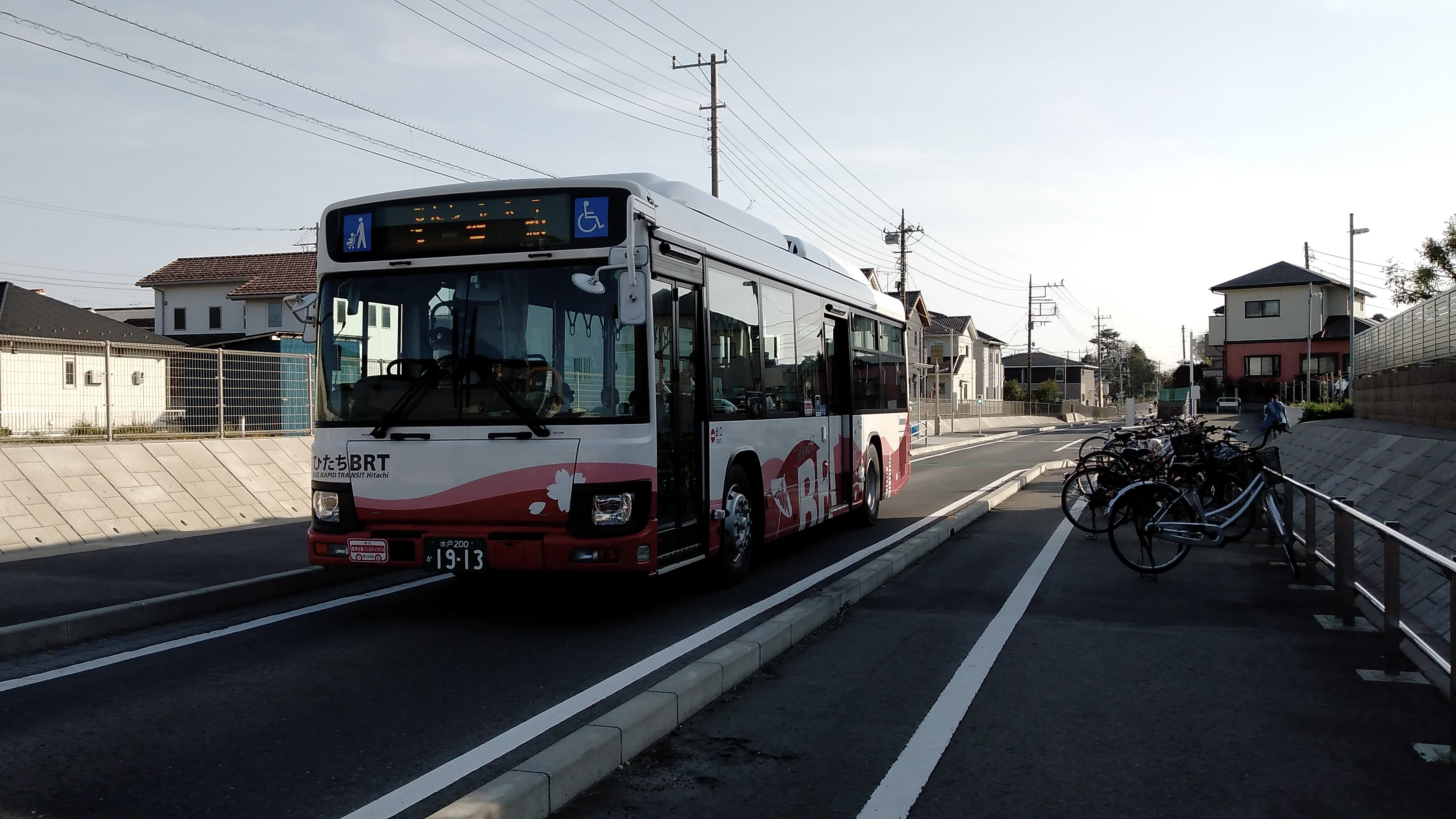
風流物ラピッド
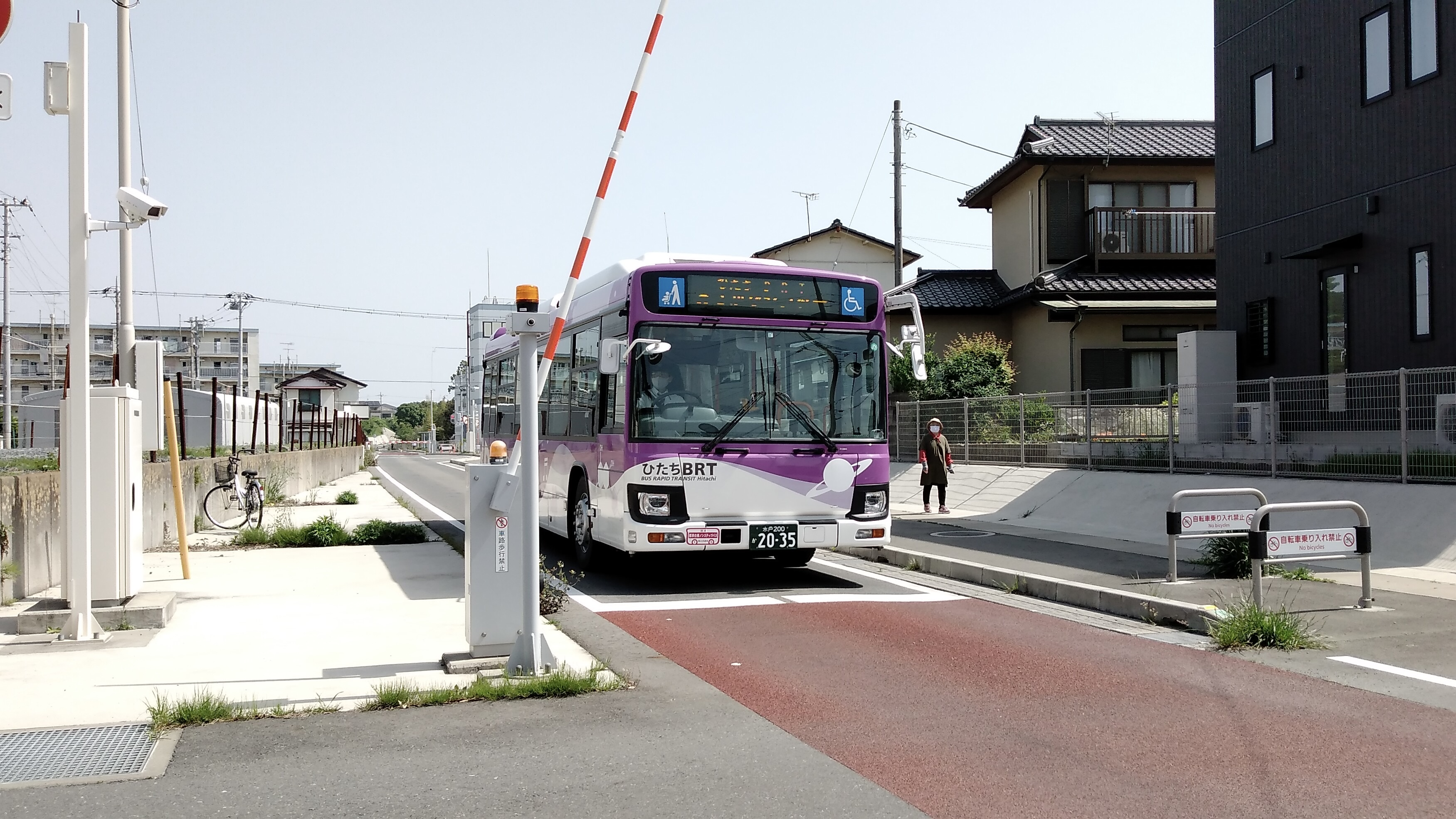
シビックラピッド
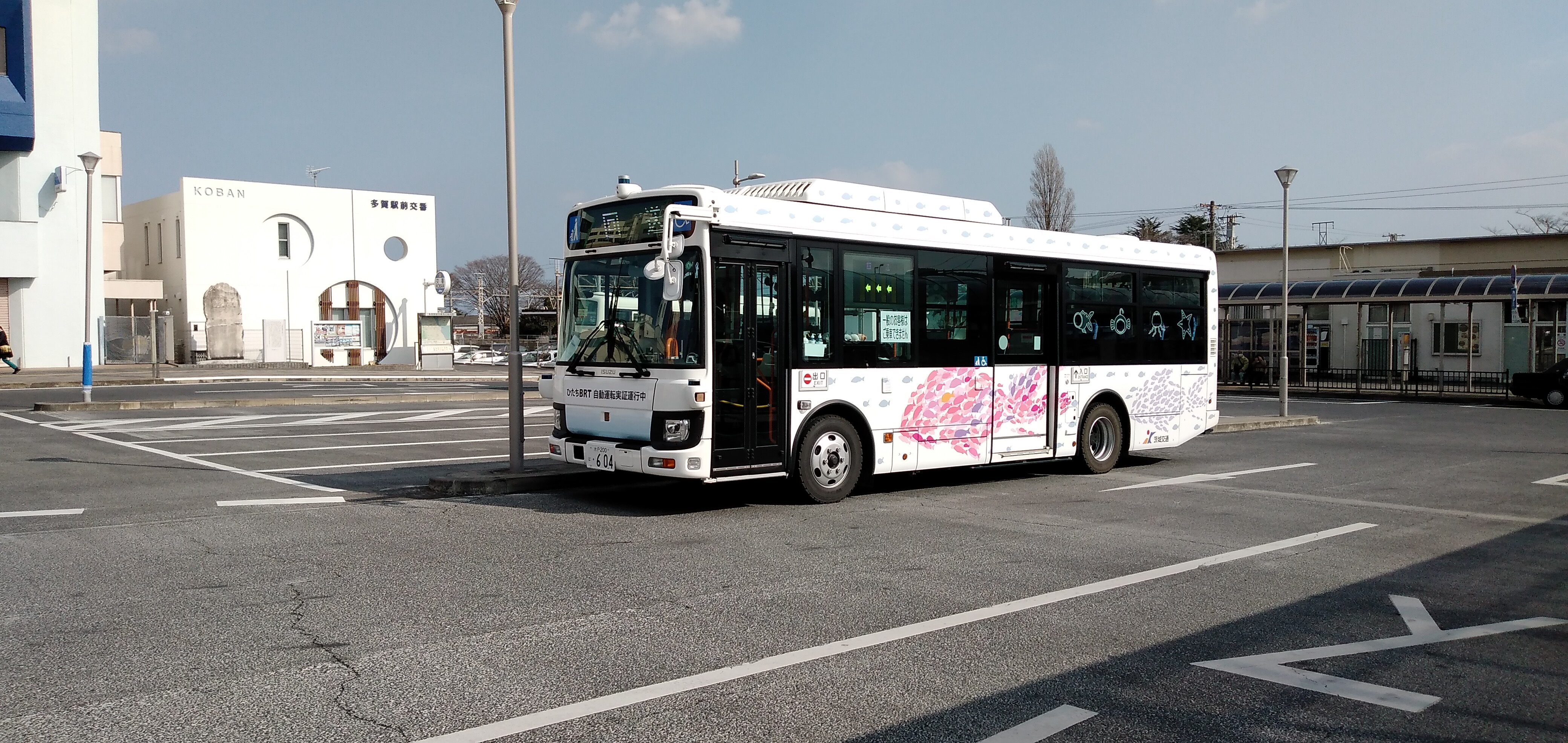
自動運転バス